# Чихачёв, Николай Матвеевич
Никола́й Матве́евич Чихачёв (17 (29) апреля 1830, Псковская губерния — 2 (15) января 1917, Петроград) — адмирал российского императорского флота, генерал-адъютант, государственный деятель, начальник Главного морского штаба и управляющий морским министерством.

## Биография

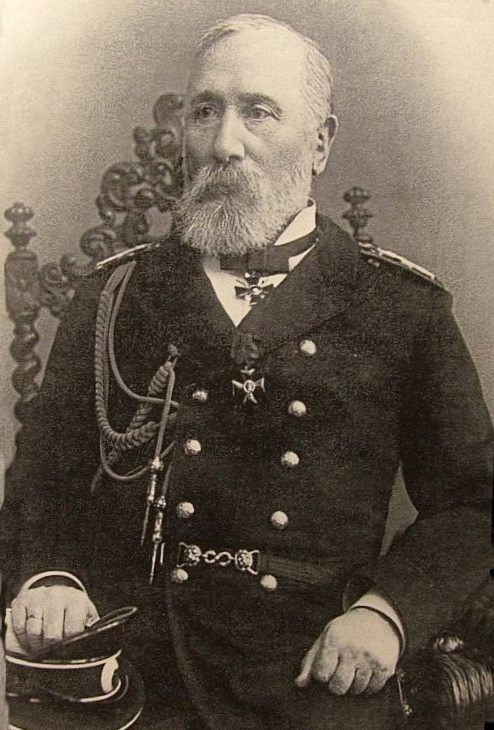
Николай Матвеевич Чихачёв, фото 1895-1900 гг.

Православный. Из старинного дворянского рода. Сын капитана 2-го ранга Матвея Николаевича Чихачёва. Землевладелец Псковской губернии.

### Послужной список
- 1846 — 25 августа, вступил в службу.
- 1848 — Окончил Морской кадетский корпус.
- 1848 — 13 июня, произведен в мичманы.
- 1848—1849 — Плавал гардемарином на линейном корабле «Лефорт» и фрегате «Цецера» в Северном море, затем мичманом на первом русском винтовом фрегате «Архимед».
- 1850—1851 — Перешёл из Кронштадта в Охотское море на корвете «Оливуца».
- 1851—1853 — Участник Амурской экспедиции Г. И. Невельского. Исследовал внутренние районы Нижнего Приамурья и бассейн реки Амгунь, составил описание залива Де-Кастри (ныне залив Чихачёва)[1].
- 1853 — 28 января, произведён в лейтенанты.
- 1853 — 22 апреля, произведён в капитан-лейтенанты.
- 1853 — с 31 июля по 26 февраля 1854, старший офицер шхуны «Восток». Участвовал в составлении описания побережья Сахалина, поисках залежей угля и открытии пролива Невельского.
- 1854 — с 26 февраля по 23 апреля, старший офицер корвета «Оливуца».
- 1854 — с 23 апреля по 29 марта 1855, командир транспорта «Иртыш».
- 1855 — с 29 марта по 18 июля, командир транспорта «Двина».
- 1855 — с 18 июля по 1 сентября, командир корвета «Оливуца».
- 1855 — с 18 сентября по 14 декабря, дежурный штаб-офицер сухопутных и морских сил, расположенных на Амуре.
- 1855 — с 14 декабря по 16 ноября 1856, состоял для особых поручений при генерал-губернаторе Восточной Сибири Н. Н. Муравьёве.
- 1856 — Основал первое долговременное российское поселение на Сахалине, военный пост Дуэ.
- 1856 — с 26 ноября по 6 июня 1857, исправляющий должность начальника штаба Сибирской флотилии и портов Восточного океана, участник плавания каравана судов вниз по Амуру.
- 1857 — с 6 июня[источник не указан 3041 день] по 20 октября 1858, командир пароходо-корвета «Америка». Плавание в Китай для заключения Тянцзиньского договора. Картографирование залива Ольги и залива Владимира, исследования в Татарском проливе.
- 1858 — 2 июня, произведен в капитаны 2-го ранга.
- 1858 — с 20 октября по 18 января 1860, командир корвета «Вол».
- 1860 — с 18 января по 7 ноября, командир парового фрегата «Светлана».
- 1860 — 29 августа, произведен в капитаны 1-го ранга.
- 1860 — с 7 ноября по 14 марта 1862, адъютант Его Императорского Высочества генерал-адмирала великого князя Константина Николаевича.
- 1862 — с 14 марта по 20 октября 1876, директор-распорядитель Русского общества пароходства и торговли (РОПиТ). Один из пароходов флота «Русского Общества Пароходства и Торговли» был назван в его честь: «Чихачёв». 14 (26) января 1863 года «за отличную распорядительность, оказанную при перевозке временно-отпускных нижних чинов сухопутного ведомства на Кавказ, в 1862 году» награжден орденом Св. Анны II степени. 1 (13) января 1864 года объявлено Монаршее благоволение за отлично-полезные труды по званию директора РОПиТ.
- 1867 — 15 октября, произведен в контр-адмиралы
- 1869 — назначен в Свиту Его Величества.
- 1876 — с 2 октября по 20 февраля 1884, начальник морской обороны в г. Одессе.
- 1877 — осуждён на 4 месяца заключения: в вину ему была поставлена Тилигульская катастрофа, в которой погибло около 140 человек. Срок не отбывал, не явившись на суд.
- 1880 — 1 января, произведён в вице-адмиралы.
- 1884 — с 20 февраля по 14 мая, начальник Главного морского штаба.
- 1884 — с 14 мая по 19 июня 1885, ком. практич. эскадрой Балтийского моря.
- 1885 — с 19 июня по 30 сентября, исполняющий обязанности управляющего Морским министерством.
- 1886 — с 17 февраля по 31 октября, исполняющий обязанности управляющего Морским министерством.
- 1887 — с 12 августа по 20 октября, исполняющий обязанности управляющего Морским министерством.
- 1888 — с 9 января по 14 сентября, ком. практич. эскадрой Балтийского моря.
- 1888 — с 14 сентября по 28 ноября, исполняющий обязанности управляющего Морским министерством.
- 1888 — с 28 ноября по 13 июля 1896, управляющий Морским министерством.
- 1892 — 1 января, произведен в адмиралы.
- 1893 — 12 августа, после Высочайшего смотра судов на Либавском рейде и обозрения работ по обустройству Либавского аванпоста, Николай Матвеевич был назначен генерал-адъютантом к Его Императорскому Величеству, и император Александр III выразил ему «душевную свою признательность».
- 1896 — с 14 мая, член Государственного совета.
- 1900 — с 1 января по 15 декабря 1905, член комитета Сибирской железной дороги.
- 1900—1906 — Председатель Департамента промышленности, наук и торговли Государственного совета. 7 (20) апреля 1905 года «за понесенные труды в Высочайше учрежденном особом совещании о нуждах сельскохозяйственной промышленности» объявлена Высочайшая благодарность.

Похоронен в деревне Добрывичи, Бежаницкого района, куда его тело было доставлено специальным царским поездом.
Н. М. Чихачёв способствовал научно-исследовательской деятельности Д. И. Менделеева. Такого рода внимание к авторитету учёного было особенно ценно и с точки зрения поддержки творческой активности последнего не в самые лучшие для него времена (в 1890 году Д. И. Менделеев вынужден был уйти из университета из за конфликта с ректором и министром просвещения). Адмирал привлёк его к разработке бездымного пороха, помог в создании лаборатории для этих целей, и организации эффективной командировки; результатом этих исследований явился пироколлодийный порох. Н. М. Чихачёв поддерживал идею Д. И. Менделеева о постройке опытового бассейна, и вместе с адмиралом С. О. Макаровым всячески содействовал реализации этого проекта.

### Мнения современников

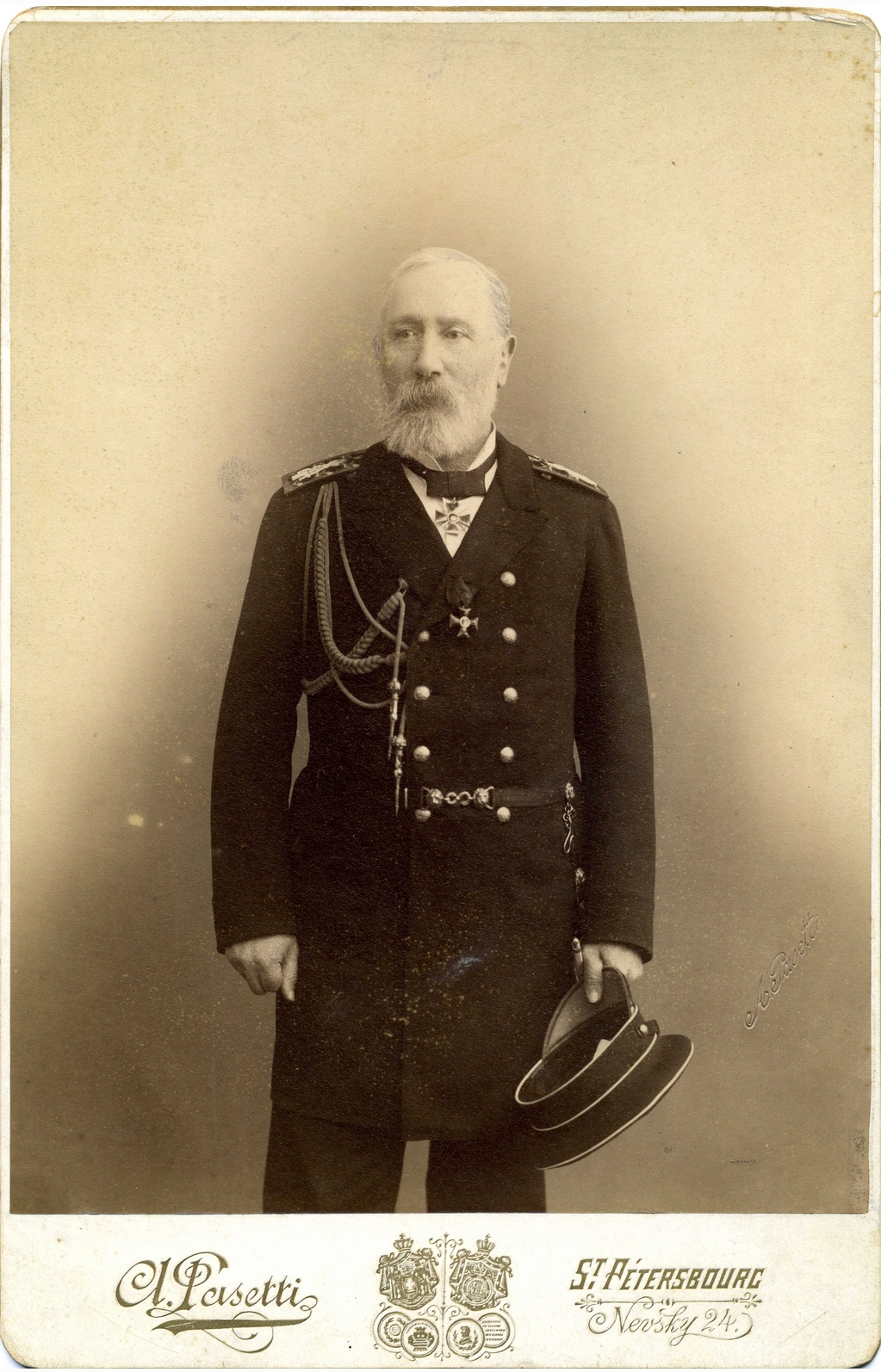
Н. М. Чихачёв

Сам Великий Князь Алексей Александрович, будучи очень милым, честным и благородным, в то же время был человеком в деловом отношении не особенно серьёзным и им руководил управлявший морским министерством Николай Матвеевич Чихачёв. Таким образом идея устройства Балтийского порта была пропагандирована H. M. Чихачёвым, человеком тоже очень милым, умным, но умным преимущественно в делах коммерческих, а не военных. Секретарем Н. М. Чихачёва был полковник по Адмиралтейству (ныне генерал по Адмиралтейству) Обручев, брат начальника Главного Штаба известного Обручева, который, действительно, имел авторитет, как военный. Он был действительно выдающимся военным теоретиком и убежденным сторонником устройства нашей военной морской опоры в Либаве. Чихачёв же в данном случае проводил только мнение этого военного авторитета.— С. Ю. Витте

Из Петербурга прямо прислали особое лицо, под надзором которого и производилось следствие. Насколько я помню, этим лицом был прокурор курского окружного суда, если я не ошибаюсь, фамилия его была Кессель; впоследствии он был прокурором Судебной палаты в Варшаве, а потом он, кажется, был сенатором. Следствие велось прямо тенденциозно и до такой степени тенденциозно, что прокурор Кессель, который жил в Одессе во время следствия о Тилигульской катастрофе, заставил нас давать ему показания в маленьком местечке, находящемся около станции Борщи (недалеко от Бирзулы). Между тем, как он мог бы меня и Чихачёва допрашивать, пригласив нас к себе в Одессу. Казалось бы, чего проще. Но он заставлял нас приезжать в Борщи для того, чтобы показать всем служащим, каким образом к нам относятся судебные власти.
В конце концов, был составлен обвинительный акт, по которому к ответственности были привлечены только: дорожный мастер, который, как я уже говорил, убежал, я и Чихачёв. И все мы были привлечены к одинаковой ответственности. Обвинительный акт этот был передан в одесский окружной суд и поступил к прокурору судебной палаты, которым в это время был Смирнов …. В то время судебные чины, вообще суд и прокурорский надзор действительно имели полную самостоятельность в суждениях и убеждениях; то есть, все новые судебные учреждения в то время состояли из лиц, который пользовались независимостью суждений. Смирнов, в конце концов, не счёл возможным утвердить этот обвинительный акт, находя, что как я, так и Чихачёв привлечены быть не можем, так как, собственно говоря, никакого преступления мы не совершали. Соучастниками же дорожного мастера точно также признать нас нельзя, потому что соучастники могут быть только при преступлении, заранее обдуманном, а так как дорожный мастер не привлекается за преступление, заранее обдуманное, то, следовательно, и мы его соучастниками быть не можем. Таким образом, Смирнов отказался составить обвинительный акт, по которому были бы привлечены к ответственности Чихачёв и я. В это время в Петербурге, под влиянием ложно либерального настроения, поступили таким образом: передали это дело из одесского окружного суда в каменецкую уголовную палату старого времени. Новые суды уже были открыты, в это время, в Херсонской губернии и Одессе, — в Каменец-Подольске же они ещё не были открыты. Раз дело было передано в старый суд, то мы отлично знали, что старый суд решит дело так, как ему прикажут сверху. Поэтому, когда дело было назначено к слушанию, ни я, ни Чихачёв не только не поехали на суд, но даже не послали своих поверенных. И вот, нас всех заочно приговорили: дорожного мастера, меня и Чихачёва к 4-м месяцам заключения. Но через некоторое время последовало объявление войны. Чихачёв был сделан начальником обороны Чёрного моря, а я фактически вступил в управление железной дорогой и переехал в Бухарест, где участвовал в предварительной конвенции с Румынскими железными дорогами, по вопросу о перевозке нашей армии посредством румынских железных дорог, а затем вернулся обратно.— С. Ю. Витте 

С председателем Русского общества пароходства и торговли, адмиралом Николаем Матвеевичем Чихачёвым, мы сработались, и надо сказать, что работа с ним была удовольствием. В нём не было ничего от бюрократа; он был живым и энергичным человеком, умным, инициативным и с хорошей русской смекалкой. Самое же главное, работал он не потому, что от этого могла получиться какая-нибудь польза для него лично, а просто потому, что любил работу как таковую и себя в ней видел не дельцом, а человеком общественным. На свою работу он смотрел как на важное для России дело.— Н. Е. Врангель 

## Награды
- Орден Святого Владимира 4-й степени (21 января 1853)
- Орден Святого Станислава 2-й степени с императорской короной и Монарш. благ. (26 августа 1856)
- Орден Святой Анны 3-й степени (8 сентября 1859)
- Высочайшее благоволение (1861)
- Орден Святой Анны 2-й степени с императорской короной (14 января 1863)
- Высочайшее благоволение (1864)
- Орден Святого Владимира 3-й степени (4 апреля 1865)
- назначен в Свиту Его Величества (30 августа 1869)
- Орден Святого Станислава 1-й степени (21 октября 1871)
- Высочайшее благоволение (1875)
- Орден Святой Анны 1-й степени и Монарш. благ. (1 января 1877)
- Орден Святого Владимира 2-й степени с мечами (27 октября 1878)
- Орден Белого орла и Монарш. благ. (1 января 1885)
- Монарш. благов. и орден Святого Александра Невского (1 января 1887)
- Бриллиантовые знаки к ордену Святого Александра Невского, душевная признательность Его Величества и Монарш. призн. (1 января 1890)
- Монарш. призн. и чин адмирала (1 января 1892)
- назначен генерал-адъютантом к Его Величеству и Высочайшая признательность (12 августа 1893)
- Высочайшая признательность (1894)
- Орден Святого Владимира 1-й степени и Высочайшая признательность (14 мая 1896)
- изъявление душевной признательности Его Величества при Высочайшем рескрипте (13.06.1898)
- Высочайшая благодарность (1905)
- искренняя благодарность Его Императорского Величества в Высочайшем рескрипте (1913)
- глуб. признат. Его Императорского Величества в Высочайшем рескрипте (01.01.1916)

Иностранные:
- Греческий орден Спасителя 2-й степени со звездой (1872)
- Вюртембергский орден Фридриха, большой крест (1872)
- Турецкий орден Меджидие 1-й степени (1873)
- Черногорский орден Князя Даниила I 2-й степени со звездой (1877)
- Прусский орден Красного Орла 1-й степени (1888)
- Черногорский орден Князя Даниила I 1-й степени (1889)
- Французский орден Почётного легиона, большой офицерский крест (1891)
- Датский орден Данеброг, большой крест (1892)
- Сербский орден Такова 1-й степени (1892)
- Бухарский Орден Благородной Бухары с бриллиантами (1893)
- Прусский орден Красного Орла, большой крест (1895)
- Бухарский орден Короны Бухары (1896)

## Памятные места
Именем Н. М. Чихачёва названы мыс в Татарском проливе (на острове Сахалин), мыс в Охотском море (Амурский лиман, обследован экспедицией 1851—55 гг. под руководством Г. И. Невельского, назван не ранее 1852 г.), мыс в Японском море (залив Петра Великого), остров в Японском море (залив Ольги, обследован в 1857 году экипажем пароходокорвета «Америка», тогда же присвоено название), залив Японского моря (в Татарском проливе; открыт и нанесен на карту Лаперузом в 1787 году, назван в 1954 году).
В 1903—1904 годах именем Чихачёва была названа железнодорожная станция Чихачёво на ветке Дно-Новосокольники близ его родового имения — села Добрывичи.
Почётный гражданин Одессы, звание присвоено 1 января 1893 года.
В Барнауле и Николаевске-на-Амуре в честь Чихачёва названы улицы.

## Семья
Был женат на баронессе Евгении Фёдоровне Корф (1837—23.04.1916). Их дети:
- Николай (1.12.1859, Статский советник, камер-юнкер Высочайшего Двора, Депутат Государственной Думы IV созыва от Киевской губернии, член фракции националистов);
- Евгения (22.07.1861, фрейлина Двора);
- Александра (26.08.1864; Муж: Владимир Владимирович Муравьев-Апостол-Коробьин. Дипломат.Представитель Российского общества Красного Креста. Умер в Бесенеле (Швейцария) 14 октября 1937 года. Дети: Светлана (1900-1950) и Ирина (1902-1979);
- Софья (11.12.1868; Муж: барон Анатолий-Александр Эдуардович Штейгер. Родился  в Монако. Умер в Петрограде 9 сентября 1915 года);
- Екатерина (5.04.1870, фрейлина Двора);
- Вера (5.05.1871—25.07.1953; Умерла в Париже. Муж: Константин Николаевич Львов. Умер в Париже 23 декабря 1937 года);
- Анна (28.08.1872; Муж: …Владимирович Коробьин (Григорий или Сергей), умер 1936-1943);
- Наталия (26.08.1874);
- Дмитрий (14.05.1876, Одесса —1919), общественный деятель и политик, член III и IV Государственных дум от Подольской губернии. Окончил полный курс наук с правом на чин титулярного советника Императорского Александровского училища. 10 июня 1897 года определен в Министерство юстиции с откомандированием в 1-ый Департамент Правительствующего Сената с 26 мая того же года. 9 апреля пожалован в камер-юнкеры Высочайшего Двора. В 1906-1907 гг. – присяжный поверенный в Москве. Депутат Государственной думы III и IV  созывов от подольской губернии, член фракции националистов. Камергер Высочайшего Двора. Владелец имения Маютино  Гривновского прихода Новинской волости Новоржевского уезда. В 1910-ые годы в имении насчитывалось 705 десятин  пахотной земли, на котором велся семипольный севооборот. Основное направление хозяйства – молочное, которым заведовал управляющий. В 1919 году вступил в Добровольческую армию. Убит под Ставрополем в бою в 1919 году. Жена: графиня София Владимировна фон дер Остен-Сакен. Умерла в Париже 3 февраля 1944 года. Похоронена на муниципальном кладбище в Сент-Женевьев-де-Буа под Парижем.[8]